# Federazione pallavolistica del Burkina Faso
La Federazione burkinabé di pallavolo (fra. Fédération burkinabée de volley-ball, FBV) è un'organizzazione fondata per governare la pratica della pallavolo in Burkina Faso.
Organizza il campionato maschile e femminile, e pone sotto la propria egida la nazionale maschile e femminile.
Ha aderito alla FIVB nel 1964.